# Nagyhalász
Nagyhalász  este un oraș în districtul Ibrány, județul Szabolcs-Szatmár-Bereg, Ungaria, având o populație de 5.833 de locuitori (2011). 

## Demografie
Componența etnică a orașului Nagyhalász
     Maghiari (88,67%)
     Romi (10,63%)
     Necunoscut (0,35%)
     Alții (0,35%)
Componența confesională a orașului Nagyhalász
     Reformați (41,95%)
     Romano-catolici (18,65%)
     Greco-catolici (5,35%)
     Fără religie (5,33%)
     Necunoscută (28,18%)
     Alte religii (2,09%)
Conform recensământului din 2011, orașul Nagyhalász avea 5.833 de locuitori. Din punct de vedere etnic, majoritatea locuitorilor (88,67%) erau maghiari, cu o minoritate de romi (10,63%). Apartenența etnică nu este cunoscută în cazul a 0,35% din locuitori. Nu există o religie majoritară, locuitorii fiind reformați (41,95%), romano-catolici (18,65%), greco-catolici (5,35%) și persoane fără religie (5,33%). Pentru 28,18% din locuitori nu este cunoscută apartenența confesională.